# Alopecosa pinetorum
Alopecosa pinetorum este o specie de păianjeni din genul Alopecosa, familia Lycosidae. A fost descrisă pentru prima dată de Thorell, 1856. Conform Catalogue of Life specia Alopecosa pinetorum nu are subspecii cunoscute.